# Andrà tutto bene (album Nesli)
Andrà tutto bene è l'ottavo album in studio del cantautore italiano Nesli, pubblicato il 12 febbraio 2015 dalla Universal Music Group.

## Descrizione
Prodotto da Brando ed annunciato nel mese di ottobre 2014, Andrà tutto bene è il primo album di Nesli dai tempi di Le verità nascoste (2007) ad essere stato pubblicato attraverso la Universal, etichetta con la quale il cantautore ha firmato un contratto nel luglio 2014.

### Singoli
L'album è stato anticipato dalla pubblicazione di due singoli: Andrà tutto bene, entrato in rotazione radiofonica a partire dal 28 novembre 2014, e Buona fortuna amore, presentato da Nesli in occasione della sua partecipazione al Festival di Sanremo 2015 il 10 febbraio 2015 e pubblicato in tale giorno.
Due ulteriori singoli, intitolati Allora ridi e Quello che non si vede, sono stati rispettivamente pubblicati il 3 aprile e il 19 giugno 2015.

## Tracce

### Edizione standard
1. Andrà tutto bene – 3:25
2. Allora ridi – 3:29
3. Buona fortuna amore – 3:15
4. Sarò come vorrai – 3:30
5. Prima o poi – 3:28
6. Quello che non si vede – 3:04
7. Il mondo è come – 3:18
8. Dimmi che vuoi che sia – 3:24
9. Arrivederci e grazie – 3:30
10. Il cielo è blu – 4:01
11. Ancora una volta – 3:33

### Andrà tutto bene - Live Edition
CD 1
1. Andrà tutto bene – 3:26
2. Allora ridi – 3:30
3. Buona fortuna amore – 3:16
4. Sarò come vorrai – 3:31
5. Prima o poi – 3:29
6. Quello che non si vede – 3:06
7. Il mondo è come – 3:19
8. Dimmi che vuoi che sia – 3:25
9. Arrivederci e grazie – 3:32
10. Il cielo è blu – 4:02
11. Ancora una volta – 3:33
12. Mare mare – 4:14 – originariamente interpretata da Luca Carboni

CD 2
1. Dimmi che vuoi che sia (Live) – 4:47
2. Allora ridi (Live) – 3:40
3. Il mondo è come (Live) – 4:22
4. Sarò come vorrai (Live) – 3:37
5. Davanti agli occhi (Live) – 4:38
6. Buona fortuna amore (Live) – 4:18
7. La fine (Live) – 3:53
8. Capricorno (Live) – 3:34
9. Parole da dedicarmi (Live) – 3:09
10. Quello che non si vede (Live) – 3:16
11. Mare mare (Live) – 4:11
12. È una vita (Live) – 4:39
13. Prima o poi (Live) – 3:47
14. Ti sposerò (Live) – 3:16
15. Slam (Live) – 1:00
16. Ancora una volta (Live) – 3:34
17. Arrivederci e grazie (Live) – 3:41
18. Il cielo è blu (Live) – 4:12
19. Andrà tutto bene (Live) – 4:07
20. Un bacio a te (Live) – 5:06

## Formazione
- Nesli – voce
- Brando – chitarra elettrica, slide guitar, basso elettrico, domra, cori
- Fabrizio Ferraguzzo – chitarra acustica, pedal steel guitar, basso acustico
- Max Baldaccini – batteria, percussioni
- Roberto Cardelli – pianoforte, tastiera, sintetizzatore, cori
- Donato Romano, Raffaella Aldieri, Le Gang – cori

## Classifiche
| Classifica (2015) | Posizione massima |
| ----------------- | ----------------- |
| Italia            | 6                 |